# Чаплыгин, Юрий Александрович
Ю́рий Алекса́ндрович Чаплы́гин (родился 12 июля 1951 года в Курске) — российский учёный, академик РАН, доктор технических наук, профессор, ректор (1998—2016), затем президент (с 2016 года) Национального исследовательского университета «МИЭТ».

## Биография
Выпускник физико-технического факультета МИЭТ 1974 года.
C 1974 года (последовательно) аспирант, инженер, младший научный сотрудник, ассистент кафедры общей физики (1974—1983), заместитель проректора по научной работе (1984—1987), секретарь парткома (1987—1988), проректор по научной работе (1988—1998), ректор МИЭТ (1998—2016).
Член-корреспондент РАН (2003), академик РАН (2016) по Отделению нанотехнологий и информационных технологий.

## Награды
Кавалер Ордена Александра Невского (2024), Ордена Почёта и Ордена Дружбы.
Лауреат премии Президента РФ в области образования (2005). Лауреат премии Правительства Российской Федерации в области образования (2010) за научно-практическую разработку «Система развития всероссийских предметных олимпиад школьников, отбора и подготовки национальных сборных команд России на международные олимпиады по физике и математике».